# Gòtic internacional

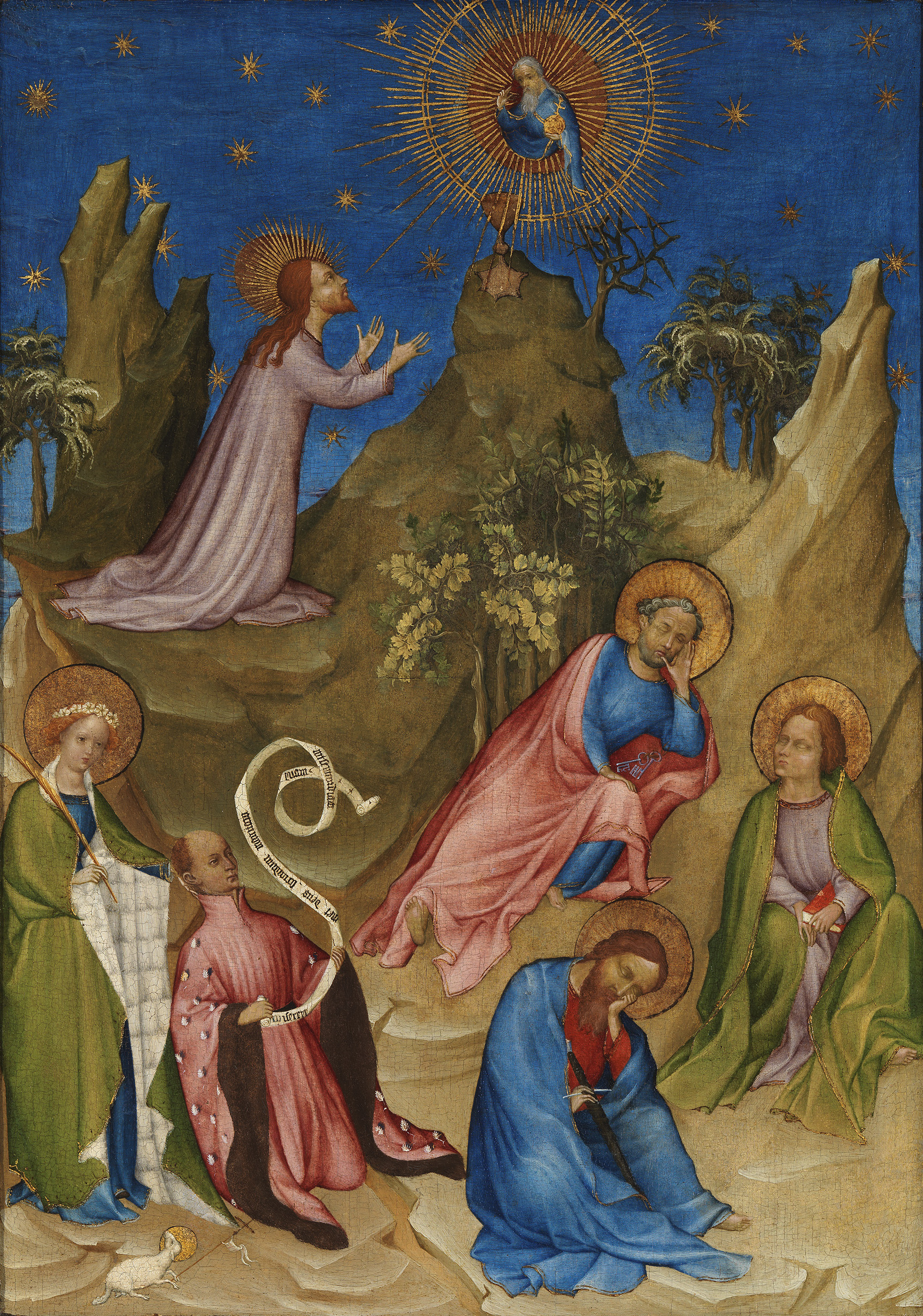
Colart de Laon,
L'oració a l'hort amb el donant Lluís I d'Orleans, vers 1405-1408, Museu del Prado

El gòtic internacional és un subconjunt de l'art gòtic desenvolupat a Borgonya, Bohèmia i al nord d'Itàlia de la fi del segle xiv i a l'inici del segle xv. Durant aquest període, artistes i manuals tècnics van viatjar al voltant del continent creant un estil comú entre la reialesa i la noblesa que replantejava el concepte d'art "forà". Les influències principals van ser-ne les del nord de França, Flandes i Itàlia.
Les característiques estilístiques són un acoloriment ric i línies gràcils i fluents. També fa un ús més racional de la perspectiva, modelant i component d'una manera mai vista en l'art occidental des de l'antiguitat.

## Història

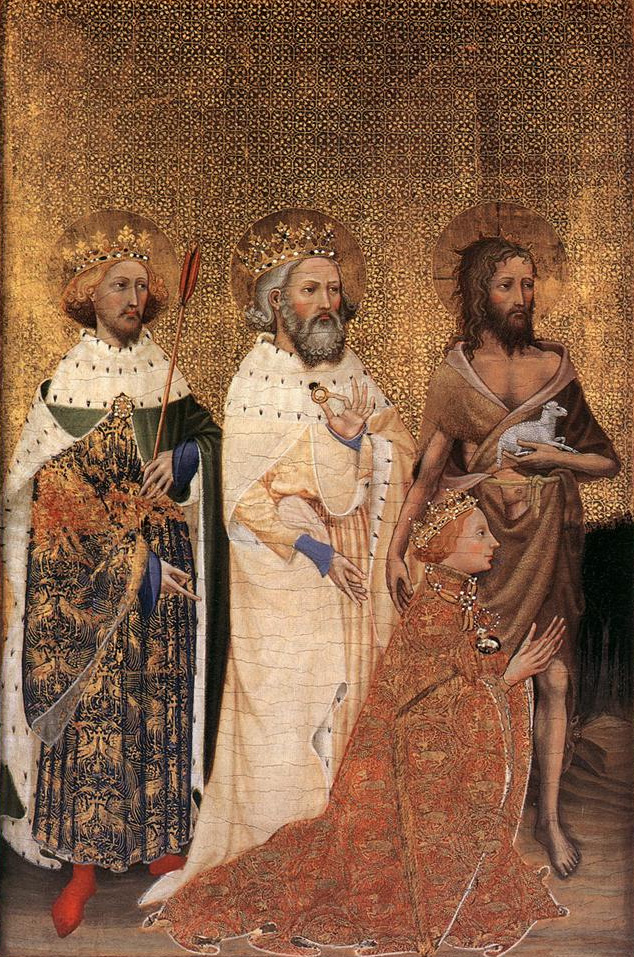
El rei Ricard II d'Anglaterra és encomanat a la verge. Darrere del rei s'hi representen els seus sants protectors

Durant el darrer terç del segle xiv i primer terç del segle xv, la pintura mural, els frescos i les taules pintades o les miniatures realitzades per les diferents escoles locals o escoles regionals, mostren entre si una gran semblança. Tanmateix, les vidrieres, els tapissos els brodats i els esmalts solen reflectir l'estil de les pintures. El tret principal de l'anomenada estètica gòtica, es pot reconèixer, en primer lloc, en l'estilització patida per totes les formes, des de la figura humana i la roba, fins als arbres i les roques.
L'arquitectura gòtica, en suprimir el mur que havia estat el suport de la gran pintura mural romànica, va relegar l'art de la pintura a les vidrieres, com a forma artesana dins del conjunt arquitectònic, i a les miniatures, com a forma elitista pròpia de la noblesa cortesana. Els tallers artesans de les ciutats de la baixa edat mitjana, a més de l'Església i la Cort, tenen uns clients nous: la noblesa cortesana i els burgesos rics que s'esforcen per emular l'aristocràcia, mentre que aquesta adopta progressivament els nous valors econòmics i socials de la burgesia. Aquestes noves classes privilegiades reclamen un art més refinat i elitista, busquen l'ostentació com a signe de posició i prestigi.
Les corts europees i les classes privilegiades s'intercanvien llibres il·lustrats, estàtues, petites taules pintades i, en general, objectes artístics fàcils de transportar pels mercaders, les caravanes dels quals creuen tot Europa. Les escoles locals coneixen el que es fa en altres ciutats. Els artesans lliures no estan vinculats a la terra ni al senyor; poden moure's lliurement d'una a altra ciutat, cercant feina i encàrrecs allà on els n'ofereixen. Amb el temps, els millors obtenen el reconeixement individual per la seva obra, però en el procés, les tècniques, les troballes i àdhuc els secrets de les escoles locals viatgen també d'un lloc a l'altre.
Des de la cort dels papes d'Avinyó, que llavors era el principal focus d'intercanvi cultural, l'estil gòtic internacional s'estendrà per Europa durant el darrer terç del segle xiv com a resultat d'un intercanvi global de gustos i tècniques pictòriques. Simone Martini i altres artistes italians i francesos tindran contacte amb les escoles pictòriques de Flandes, Renània o Bohèmia, les quals difondran el realisme naturalista dels pintors de l'escola senesa i la cal·ligrafia refinada de les miniatures franceses.
A Catalunya, els pintors Lluís Borrassà, Ramon de Mur, Guerau Gener, Joan Mates i Jaume Cirera són els principals representants de la primera etapa de l'estil internacional; Lluís Dalmau i Jaume Huguet culminen l'evolució de la pintura gòtica catalana i Bernat Martorell representa l'expressió de les tendències més avançades del gòtic internacional.

## Estils de la pintura gòtica internacional
Les fites més destacades de la pintura gòtica internacional descrites en aquest article són:
- L'estil cortesà del segle xiii
- El naturalisme del segle XIV a Itàlia
- L'art francoflamenc i les seves relacions amb Itàlia
- L'estil francoflamenc a la conquesta d'Europa
- La pintura gòtica a la península Ibèrica
- Un manierisme del segle XIV